# Szilágyság (hetilap)
Szilágyság – Zilahon megjelent politikai és társadalmi hetilap. 1910-ben indult, 1944-ben szűnt meg. 1990 után újraindult.

## Története
Az 1883–1910 között ugyancsak Zilahon kiadott Szilágy folytatásaként indult, amit (évfolyamainak kettős számozásával) is kifejezett. Tulajdonképpen elődje sem volt előzmény nélküli, ugyanezzel a címmel már 1877-ben kísérletet tett Zilahon lapalapításra Borbély Sámuel, azonban az rövid életűnek bizonyult, s „pártolás hiánya miatt” (Kincs Gyula) 1879 végén beszüntette megjelenését.
A Szilágy első szerkesztője Dénes Lajos volt, akitől 1886 végén Kincs Gyula vette át a lapot és szerkesztette – 1888-tól Szilágy vármegye hivatalos lapjaként is – néhány éves megszakítással 1903-ig (közben 1889–95 között Petri Mór a szerkesztője, ezalatt jelenik meg a lap történetét felelevenítő jubiláris szám). 1903-tól Both István, 1910-től Kapus Sámuel a szerkesztő. 1910-ben változtatja nevét Szilágyságra. Közben tulajdonosa is változik: 1889-ben Weinberger Soma vásárolja meg a lapot, akitől 1891-ben Seres Samu tulajdonába kerül.
Ennek az időszaknak irodalomtörténeti szempontból kiemelkedő eseménye az akkor még középiskolás Ady Endre első verseinek és prózaírói első zsengéinek közlése. Kincs Gyula a továbbiakban is figyelemmel kísérte tanítványa pályáját: 1897–1900 között összesen 25 versét és 15 prózai írását közölte a Szilágyban. Joggal írta később a költő: „Aki vagyok, az a zilahi négy esztendő által vagyok…”
A Szilágyság c. hetilap társadalmi és szépirodalmi rovatát 1911-től Fóris Miklós gimnáziumi tanár vette át, ebben az időszakban Ady mellett, aki még Párizsból is küld cikket egykori lapjának, többek között Ady Lajos, L. Ady Mariska, Eötvös Károly, Kincs Gyula, Nóti Károly, Pakots József, Szabolcska Mihály, Seprődi János, Szomaházy István, Zempléni Árpád versei, prózája, tanulmányai jelentek meg benne.
Amikor 1919. július 23-án újraindul, a szerkesztést Somogyi Endre vállalja, aki a Szilágyság impresszuma szerint a politikai rovatnak is a vezetője, majd Seres Béla (1932-től 1940-ig). Ebben az időszakban Nagy Sándor, a helyi Ady-kultusz ápolója az irodalmi rovat vezetője: az ő összeállításában jelenik meg 1924-ben a lap Adynak szentelt különszáma és egy Ady-füzet a zilahi és érmindszenti ünnepségekről, az Ady-szülők aranylakodalmáról. Ugyancsak megemlékezik (Ady Lajos visszaemlékezésének közlésével) a költő születésének évfordulójáról is. A magyarság akkori helyzetét taglaló, a hatalomnak a kisebbségekkel való bánásmódját szóvá tevő cikkek mellől ebben az időben sem szorul ki az irodalom, a művelődés: beszámolnak hasábjain színházi eseményekről (Poór Lili, Janovics Jenő, Bretán Miklós zilahi vendégszerepléséről), kiállításokról (a nagybányaiak közül Félegyházy Gyula, Olejnik Janka állít ki a városban ez idő tájt). Lelkes beszámoló olvasható 1928-ban Benedek Elek és „fiai” zilahi irodalmi estjéről, későbbi tárcarovatában novella Tamási Árontól, Nyirő Józseftől, Tabéry Gézától; fordításban versek Octavian Gogától, Panait Cernától. Az 1933. június 2-i ünnepi számmal megemlékeznek a lap fennállásának 50. évfordulójáról.
A lapban nemcsak a szépirodalom, hanem a tudománynépszerűsítő cikkek is helyet kaptak, például itt publikálja írásait Márton A. Géza agrármérnök, mezőgazdasági szakíró.
Az 1930-as években a cenzúra egyre inkább megnehezíti a szerkesztők és a nyomda életét: Nistor főügyész, majd Ossian és Pop Coroian gyakran fél- vagy egész oldalnyi szövegeket töröltet a lapból; 1935-től tilos lesz a magyar helységnevek használata, s emiatt a Szilágyság címváltoztatásra is kényszerül: 1936-tól néhány hónapon át Pénteki Újság a címe, alcíme pedig „Sălaj vármegye politikai és társadalmi hetilapja”, és ugyanaz románul is: „Gazetă săptămânală, politică şi socială”.
Nagy Sándor betegsége, majd 1940-ben bekövetkezett halála miatt a lap irodalmi anyaga is elszürkül: szerzőinek névsorában ekkor L. Ady Mariska, Fülei-Szántó Lajos, Kirjákné Kovács Emma, Kovalovszky Miklós, Szalacsy Rácz Imre, Tapsony Endre, Walter Gyula nevével: verseivel, elbeszéléseivel (ritkán egy-két Juhász Gyula-verssel vagy Szabó Dezsőtől közölt írással) találkozunk.
Utolsó száma 1944. október 13-án jelent meg, majd 1990-ben újraindult a kiadása. 1990 óta e periodikum hasábjain publikált Szabó Vilmos (1942-2009) festő és művészeti író, Szabó Árpád (1952) földrajzi és honismereti író is.